# Park Narodowy Hakusan
Park Narodowy Haku-san (jap. 白山国立公園 Haku-san Kokuritsu Kōen) – japoński park narodowy, który został utworzony 12 listopada 1962 r. i obejmuje ochroną przyrodę i krajobraz gór Ryōhaku w środkowej części wyspy Honsiu, w regionie Chūbu, na granicy prefektur: Fukui, Toyama, Ishikawa oraz Gifu.

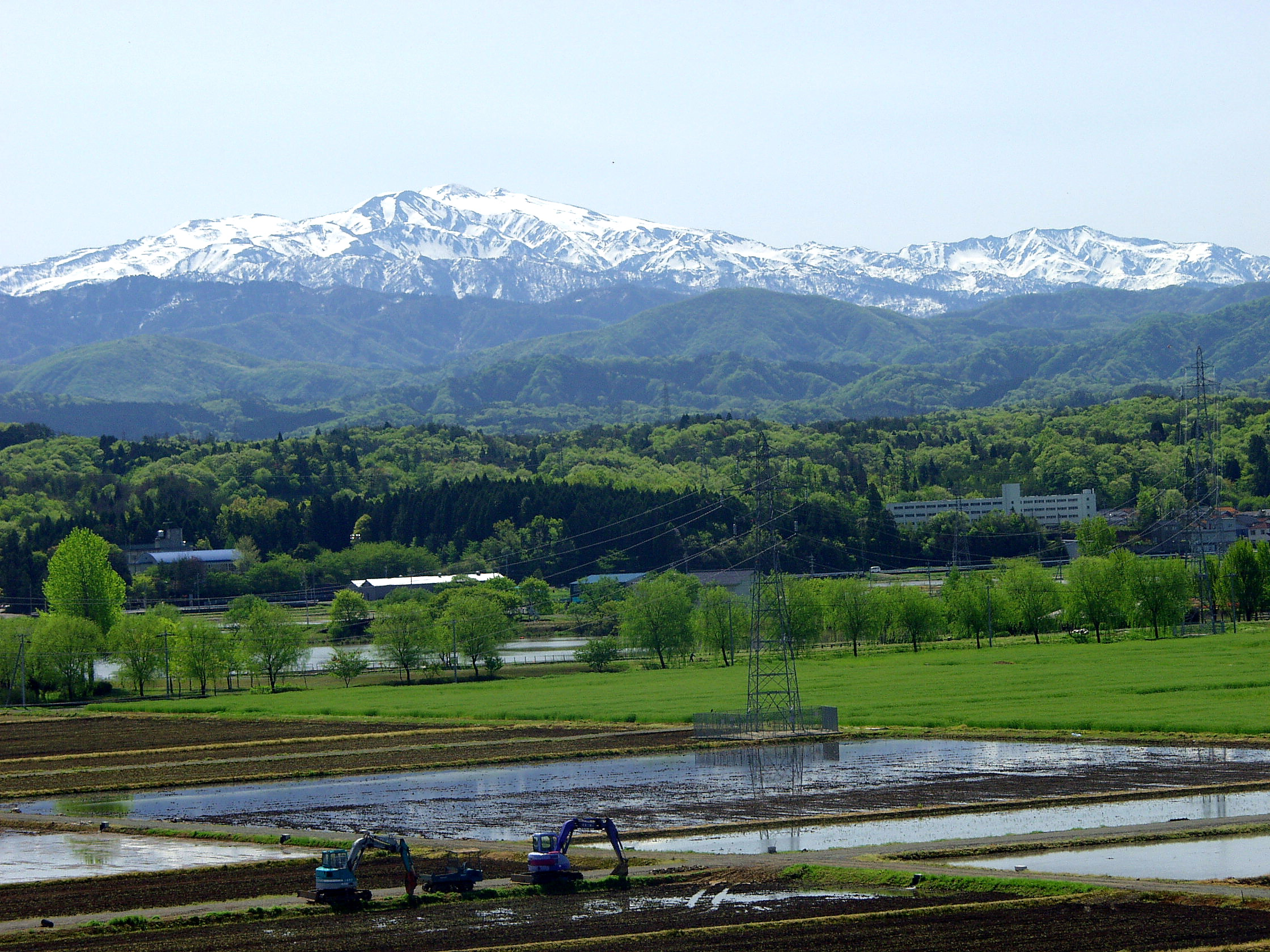
Szczyt Haku widziany z Komatsu

Na granicy dwóch ostatnich znajduje się najwyższy szczyt tych gór, osiągający 2 702 m n.p.m. Haku (Haku-san).

Powierzchnia PN Hakusan wynosi 477 km².